# 红荔路
红荔路是深圳市内一条东西走向的道路。
红荔路西起新洲路，东至红岭路。在园岭附近，它也是罗湖区与福田区的分界线。

## 交汇道路
- 新洲路（起点）
- 益田路
- 金田路
- 彩田路
- 皇岗路
- 华富路
- 上步路
- 红岭路（终点）

## 沿途地标
- 莲花山公园
- 关山月美术馆

## 沿途地铁站
- 莲花村站
- 华新站
- 通新岭站
- 红岭站